# U-18-Fußball-Europameisterschaft 1998
Die 14. U-18-Fußball-Europameisterschaft wurde in der Zeit vom 19. bis 26. Juli 1998 in Zypern ausgetragen. Irland wurde durch einen 4:3-Sieg nach Elfmeterschießen über Deutschland Turniersieger. Titelverteidiger Frankreich konnte sich wie Österreich und die Schweiz nicht qualifizieren.

## Modus
Die acht qualifizierten Mannschaften werden auf zwei Gruppen zu je vier Mannschaften aufgeteilt. Innerhalb der Gruppen spielt jede Mannschaft einmal gegen jede andere. Die beiden Gruppensieger erreichen das Finale während die Gruppenzweiten um den dritten Platz spielen. Neben den Halbfinalisten qualifizieren sich die Gruppendritten für die Junioren-Fußballweltmeisterschaft 1999.

## Teilnehmer
Am Turnier nahmen folgende Mannschaften teil:
| - Deutschland - England - Irland - Kroatien | - Litauen - Portugal - Spanien - Zypern (Ausrichter) |

## Austragungsorte
Gespielt wurde in den Städten Agia Napa, Derynia, Larnaka und Paralimni.

## Vorrunde

### Gruppe A
Alle Spiele fanden in Larnaka statt.
| Pl. | Land        | Sp. | S | U | N | Tore    | Diff. | Punkte |
| --- | ----------- | --- | - | - | - | ------- | ----- | ------ |
| 1.  | Deutschland | 3   | 2 | 0 | 1 | 011:400 | +7    | 06     |
| 2.  | Portugal    | 3   | 2 | 0 | 1 | 005:200 | +3    | 06     |
| 3.  | Spanien     | 3   | 2 | 0 | 1 | 005:600 | −1    | 06     |
| 4.  | Litauen     | 3   | 0 | 0 | 3 | 002:110 | −9    | 0      |

|               |   |             |     |
| 19. Juli 1998 |   |             |     |
| Litauen       | – | Deutschland | 1:7 |
| Spanien       | – | Portugal    | 2:1 |
| 21. Juli 1998 |   |             |     |
| Portugal      | – | Litauen     | 2:0 |
| Deutschland   | – | Spanien     | 4:1 |
| 23. Juli 1998 |   |             |     |
| Portugal      | – | Deutschland | 2:0 |
| Spanien       | – | Litauen     | 2:1 |

### Gruppe B
| Pl. | Land     | Sp. | S | U | N | Tore    | Diff. | Punkte |
| --- | -------- | --- | - | - | - | ------- | ----- | ------ |
| 1.  | Irland   | 3   | 2 | 0 | 1 | 008:300 | +5    | 06     |
| 2.  | Kroatien | 3   | 2 | 0 | 1 | 008:500 | +3    | 06     |
| 3.  | England  | 3   | 2 | 0 | 1 | 003:400 | −1    | 06     |
| 4.  | Zypern   | 3   | 0 | 0 | 3 | 001:800 | −7    | 0      |

|                          |   |          |     |
| 19. Juli 1998, Agia Napa |   |          |     |
| Irland                   | – | Kroatien | 5:2 |
| 19. Juli 1998, Paralimni |   |          |     |
| England                  | – | Zypern   | 2:1 |
| 21. Juli 1998, Paralimni |   |          |     |
| Kroatien                 | – | Zypern   | 3:0 |
| 21. Juli 1998, Derynia   |   |          |     |
| England                  | – | Irland   | 1:0 |
| 23. Juli 1998, Derynia   |   |          |     |
| Kroatien                 | – | England  | 3:0 |
| 23. Juli 1998, Agia Napa |   |          |     |
| Irland                   | – | Zypern   | 3:0 |

## Finalrunde

### Spiel um Platz drei
|                        |   |          |                      |
| 26. Juli 1998, Larnaka |   |          |                      |
| Portugal               | – | Kroatien | 0:0 n. V., 4:5 i. E. |

### Finale
|                        |   |             |                      |
| 26. Juli 1998, Larnaka |   |             |                      |
| Irland                 | – | Deutschland | 1:1 n. V., 4:3 i. E. |

## Entscheidungen
Irland wurde zum ersten Mal U18-Europameister.
Die Siegerelf: O’Reilly – Heary, Doyle, Dunne, Gavin – McPhail (Donnolly), Barry Quinn, Crosslay (Alan Quinn) – George, Keane, Partridge (Casey)
Deutschland spielte mit: Hildebrand – Ernst – Rapp, Lechner – Timm, Voss, Deisler (Schäper), Schramm, Kehl – Gensler, Kern (Majunke)
Alan Quinn / Gensler erzielten die Tore im Finale.
Casey, Donnolly, Barry Quinn, George / Timm, Majunke, Schramm erzielten die Tore im Elfmeterschießen.
Neben Irland qualifizierten sich Deutschland, England, Kroatien, Portugal und Spanien für die Junioren-Fußballweltmeisterschaft 1999.